# Sahar Delijani
Sahar Delijani (født i 1983) er en iransk forfatter. Hendes debutnovelle, Children of the Jacaranda Tree, 
er publiceret i mere end 75 lande og er oversat til 28 sprog.

## Bøger på dansk
- Jacarandatræets børn (Children of the Jacaranda Tree), 2013